# ベラスコ (非防護巡洋艦)
ベラスコ (Velasco) はスペイン海軍の非防護巡洋艦。ベラスコ級。
イギリスで建造された「ベラスコ」およびヴェラスコ級2番艦「グラビーナ」は、スペインで建造された残り6隻と兵装が異なり若干高速であった。

## 艦歴
ベラスコはイギリスのテムズ鉄工造船所で建造された。1881年起工。
1898年4月の米西戦争勃発時、ベラスコはパトリシオ・モントーホ (Patricio Montojo) 少将が指揮する太平洋戦隊に所属しており、マニラ湾のキャビテ半島沖に停泊していた。1898年5月1日のマニラ湾海戦時も「ベラスコ」はまだそこに停泊していた。この日、アメリカ海軍のアジア戦隊がモントーホの戦隊を攻撃し、「ベラスコ」は戦闘で沈没した。